# Казариле
Казариле (італ. Casarile) — муніципалітет в Італії, у регіоні Ломбардія,  метрополійне місто Мілан.
Казариле розташоване на відстані близько 470 км на північний захід від Рима, 18 км на південний захід від Мілана.
Населення — 4069 осіб (2014).

## Демографія
Населення за роками:

Станом на 1 січня 2023 року в муніципалітеті офіційно проживали 323 іноземці з 33 країн, серед них 68 громадян країн Євросоюзу та 37 громадян України.

## Сусідні муніципалітети
- Бінаско
- Джуссаго
- Лакк'ярелла
- Роньяно
- Вернате